# 屏風樓

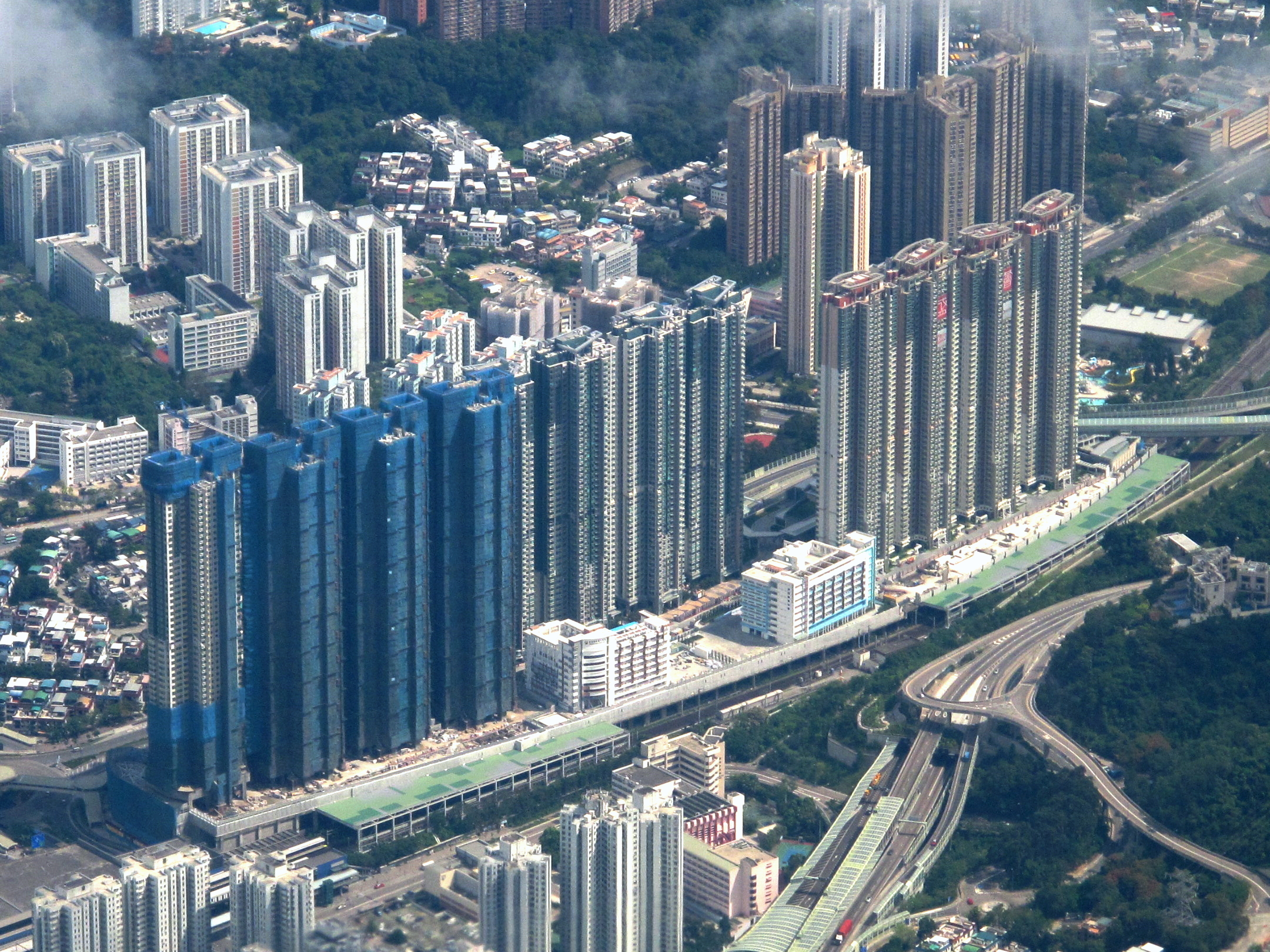
被指為屏風樓的屋苑之一──香港大圍名城

屏風樓或稱屏風樓宇 (英語：wall effect buildings)，是指在人口密集的城市中，數幢連在一起的建築物，形狀如屏風故因而得名，屏風樓的定義沒有一定的標準。密集的建築物阻擋光線及令風速減慢，而所產生的負面效應，亦被稱為屏風效應及熱島效應，這種現象在1990年代後期，城市規劃失當和政府缺乏監管的高度密集的城市，如香港，引起了社會的關注。

## 影響
屏風樓引起的「屏風效應」並無劃一及確切的科學化定義，屏風效應是指樓宇建築猶如城牆，阻礙自然風進出，影響周邊居民的生活環境、空氣質素、景觀及自然光，令相對內陸的地區的空氣流動減弱，氣溫升高，加劇地區性的空氣污染問題，令區內居民患呼吸道疾病的比例增加。此外，屏風樓也可能引致鄰近較矮樓宇接收的電視信號較差。一直以來缺乏城市規劃和監管的高度密集的城市，如香港；政府最初未有正視，任由屏風樓興建，在環保團體和公眾輿論炮轟下，認為政府當年規劃失當，無視屏風樓問題，最終要自食其果

## 香港屏風樓

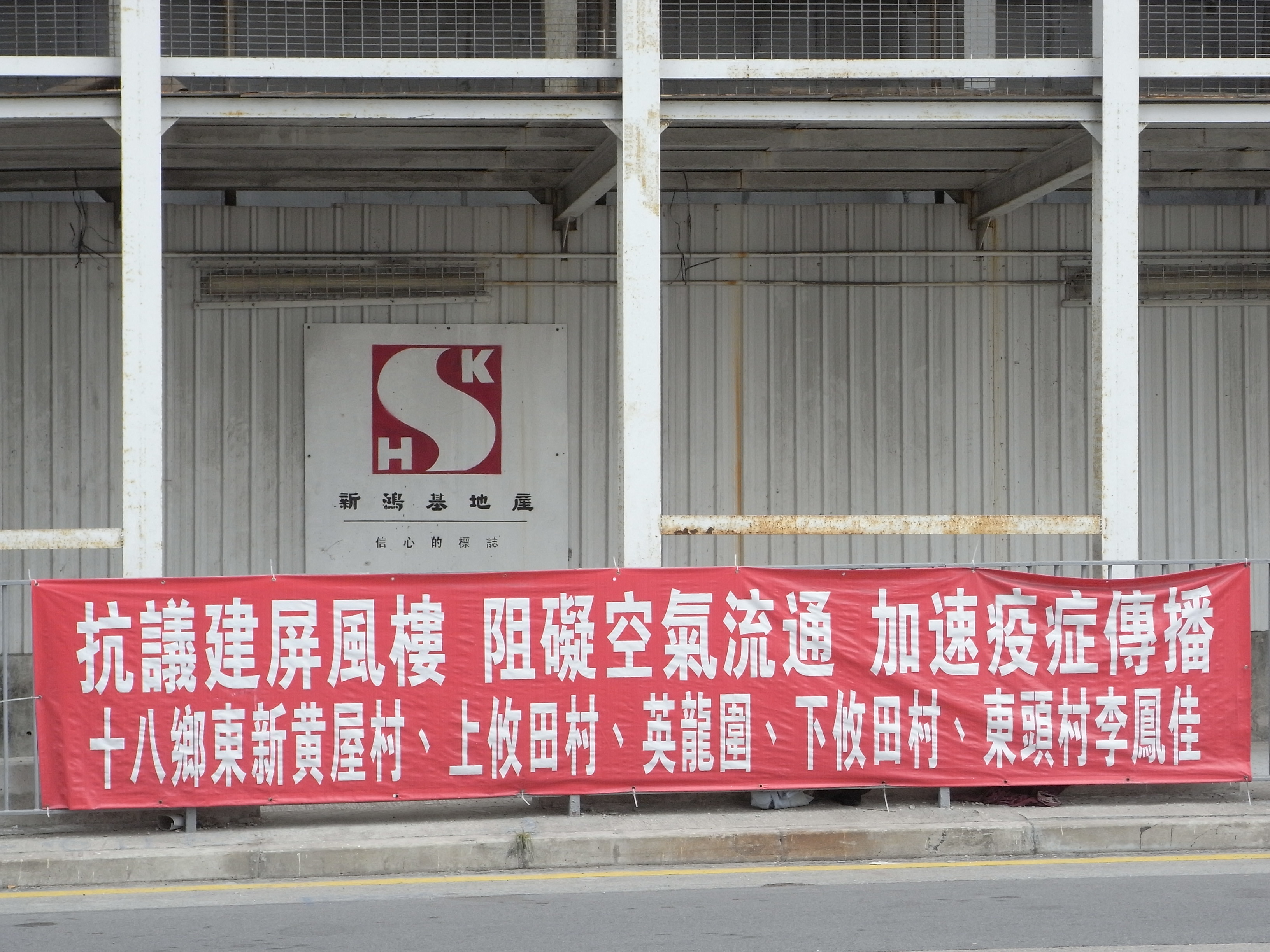
香港新界元朗十八鄉居民抗議屏風樓標語

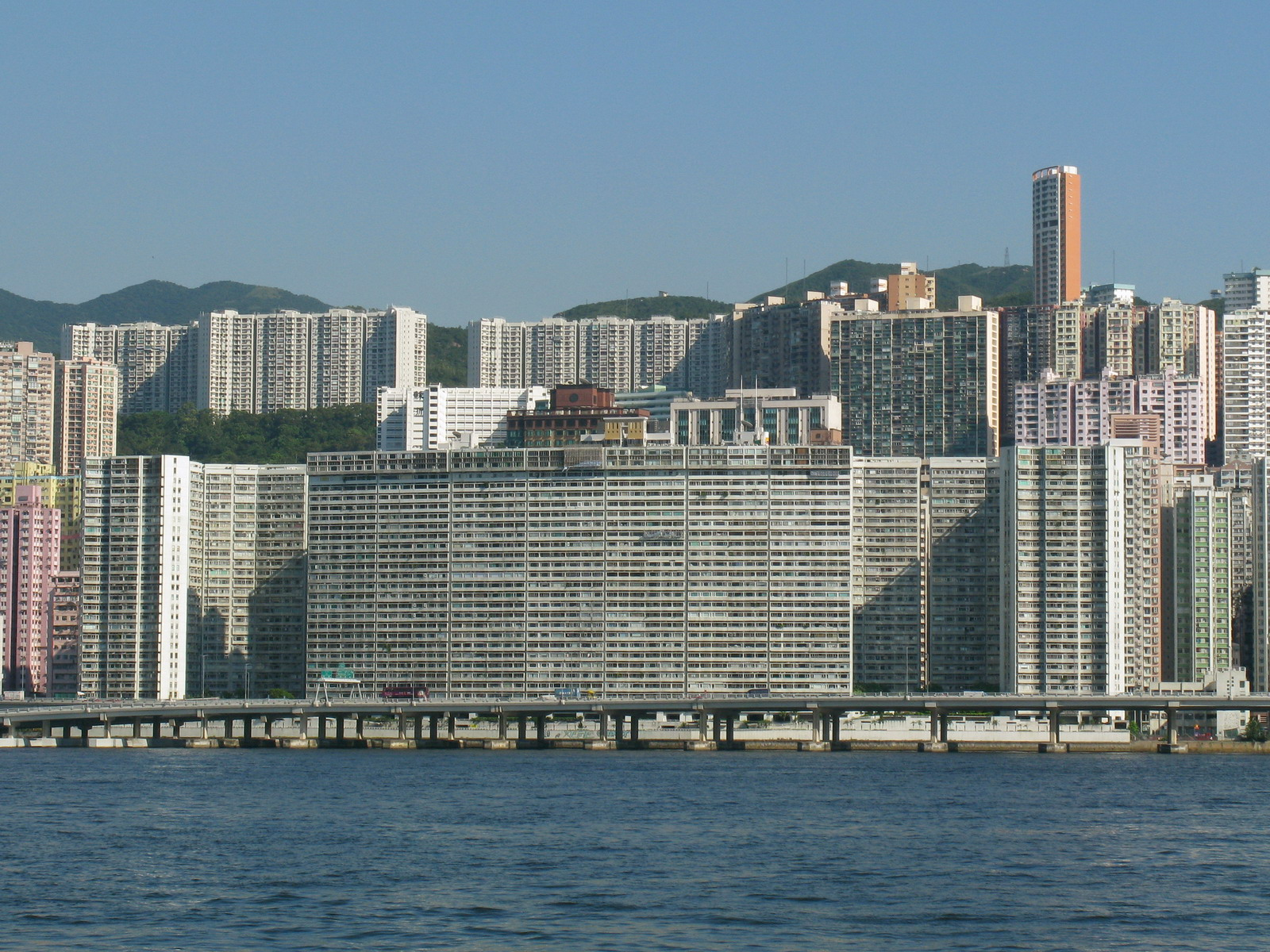
1980年代初由和記黃埔發展的和富中心，亦被指為屏風樓

2000年代，香港的屏風樓問題引起社會關注，批評者認為，屏風樓在香港出現是因為政府缺乏城市規劃和監管下，任由地產商任意興建，一方面將新建的建築物向高空發展，另一方面將大廈與大廈之間的距離縮至最小，形成屏風，使市區內部的舊區變得有如盆地一樣。在香港，大圍、荃灣、深水埗、西九龍均正面對這個問題。另外，也有意見認為屏風樓的出現，與舊啟德機場搬遷，市區撤銷對樓宇的高度限制有關。曾在中國、新加坡及英美生活、研究城市建築多年的中文大學建築學院院長何培斌，直指香港的城市設計是「為錢而非為人」，缺乏綠化、公共空間，比上海等地落後得多。
屏風興建方式並非近年才出現，1980年代初期落成，由和記黃埔發展的和富中心亦被指為屏風樓，和富中心位於北角海旁，17座大樓緊貼式排列，而第6至12座甚至並排連接，猶如一堵巨大的石牆，屋苑後方不但景觀受遮擋，空氣流通亦大受影響，2007年9月，電視節目《新聞透視》探討過和富中心屏風樓問題，發展商稱設計只為求最多單位享有海景。
香港早年規劃的街道並非為如此龐大的建築體量而設計，比較紐約市曼克頓的建築物高度雖然與香港的差不多，但「屏風效應」並不突顯，是因為紐約市的街道一般都比香港的闊，加上當地不少的建築均會作沿街後退的設計，令建築物之間存在著一定的間距及空間。紐約市對建築物有街影投射管制，超高層建築根本不會像長城連合起來，起不到「屏風」的效應。情況就如中環的摩天大廈高聳入雲，但不會被視為「屏風樓」。

### 個別定義
香港其中一個環保團體（環保觸覺）對「屏風樓」的特徵定義，針對私人發展項目為主。
以下為屏風樓宇的6個指標，如果滿足2個或以上，便成為屏風樓宇：
1. 發展項目內樓與樓之間沒有足夠距離（例如少於15米）
2. 項目內的樓宇佈局是接近「一」字排開
3. 項目內各樓宇的平均高度（包括平台）超過25層
4. 項目的位置是具影響性（例：海邊、市中心、通風廊）
5. 項目或樓宇的較闊一面是迎向盛行風
6. 附近有比較低矮的樓宇

### 出現原因
1. 董建華政府為解決香港人居住負擔，推行八萬五建屋計劃政策，很多地積比大的項目成功過關。
2. 政府批地面積越來越大，發展商將樓宇放在一邊，另一邊作會所及泳池。
3. 發展商盡用樓面及豁免樓面面積，並將單位盡覽海景。
4. 政府過去沒有規限樓宇佈局（如樓與樓之間距離）[8]

### 責任
香港公民黨梁家傑認為，徹底解決屏風樓在於制度，他說，如果是專業的城市規劃師，或是民間社會上關注空氣流通就不會規劃密度過高的樓宇建設，但目前，「城規會由政府一手包辦，而城規會的主席又是規劃地政工務局的常任秘書長，城規會的秘書處是由規劃處借調，所以是同政府一個鼻子出氣」。
香港建築師吳永順說，香港以前沒有屏風樓這個字眼，在2000年代中期才出現。又指過屏風樓的出現，建築師要負上責任，因為所有樓宇的設計都經建築師。同時，政府也有責任，如果政府要賣地，首先要做足功夫，制定地契條款，在規劃過程中需要考慮設計地積比率，並且設計地塊的佈局。

### 團體倡議者
在香港眾多環保團體中，目前只有環保觸覺積極關注屏風樓問題。自2006年，環保觸覺積極關注有機會出現屏風效應的勾地地皮，公開反對興建令市民生活環境變差的屏風樓。該團體多次發起針對屏風樓的行動，並曾就屏風樓提出司法覆核和在賣地場地抗議，反對拍售懷疑有可能興建屏風樓的地皮。
環保觸覺主席譚凱邦提出，在沿海地興建一字排開式的屏風樓令香港居住環境差，建屏風樓的發展商需提高其建屋的道德水平，保持空氣流通，顧及原區居民的健康。譚凱邦呼籲地產發展商，需有社會良心，不要參與可能引起屏風效應的地段的拍賣，成為屏風效應的幫兇。不過有關行動並不成功。
本地傳媒及政黨早年亦曾積極關注屏風樓議題，但近年亦逐漸退出關注。

### 屏風樓列表
下列被環保觸覺指為屏風樓的住宅樓宇，其中絕大部份屏風樓均是由港鐵設計發展的鐵路上蓋發展項目。
| 住宅樓宇  | 落成日期  | 參與之發展商                       |
| --------- | --------- | ---------------------------------- |
| 港灣豪庭  | 2003      | 恆基兆業、香港小輪                 |
| 映灣園    | 2003      | 長江實業、和記黃埔及地鐵公司       |
| 藍天海岸  | 2004      | 香港興業、地鐵公司                 |
| 君臨天下  | 2004      | 恆隆地產、地鐵公司                 |
| 蔚藍灣畔  | 2005      | 信和集團、嘉里建設及地鐵公司       |
| 嘉亨灣    | 2006      | 恆基兆業、中華煤氣                 |
| 君匯港    | 2007      | 新鴻基地產、地鐵公司               |
| 翔龍灣    | 2007      | 恆基兆業、中華煤氣                 |
| 曼克頓山  | 2007      | 新鴻基地產                         |
| 萬景峯    | 2007      | 信和集團、市區重建局               |
| 御龍山    | 2009      | 信和集團、九廣鐵路                 |
| 銀湖·天峰 | 2009      | 信和集團、九廣鐵路                 |
| 名城      | 2011-2012 | 長江實業、九廣鐵路                 |
| 帝峰·皇殿 | 2011      | 信和集團                           |
| 瓏璽      | 2012      | 新鴻基地產                         |
| 溱岸8號   | 2013      | 新世界發展、港鐵公司               |
| 瓏門      | 2013      | 新鴻基地產、九鐵公司               |
| 環宇海灣  | 2015      | 九鐵公司、長江實業、南豐集團       |
| 柏傲灣    | 2018      | 新世界發展、萬科置業海外、九鐵公司 |
| 海之戀    | 2019      | 九鐵公司、長江實業                 |

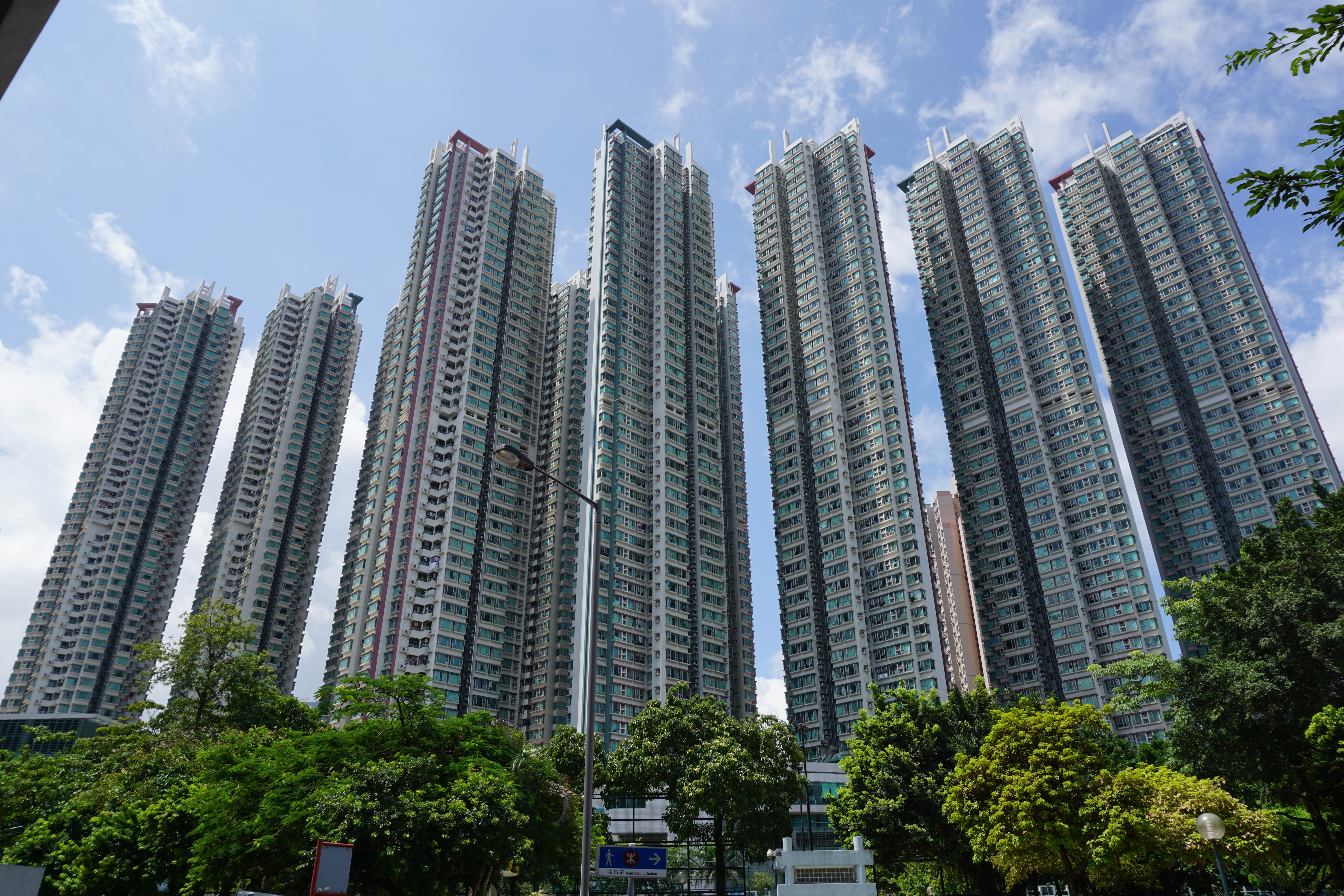
港灣豪庭
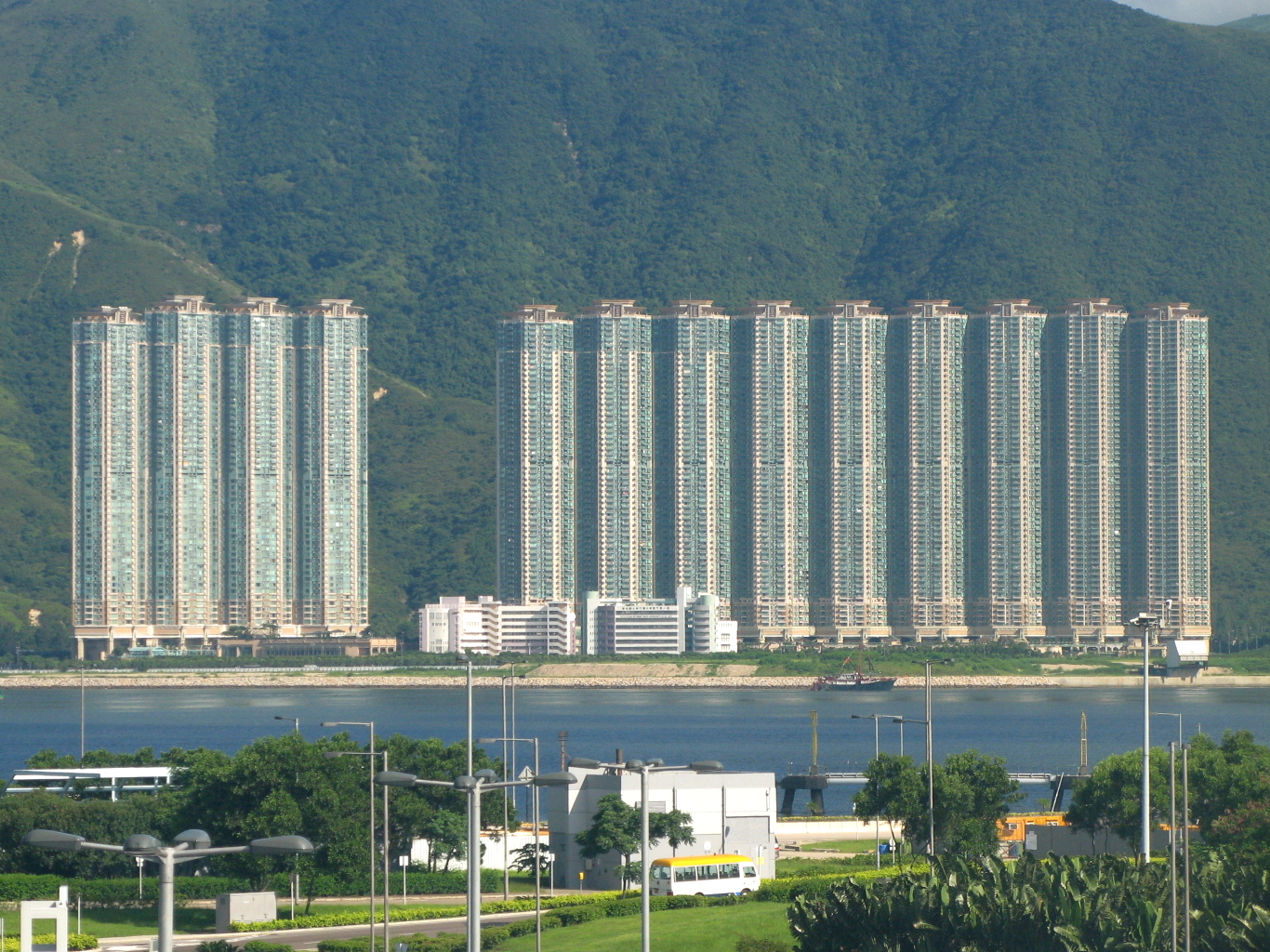
映灣園
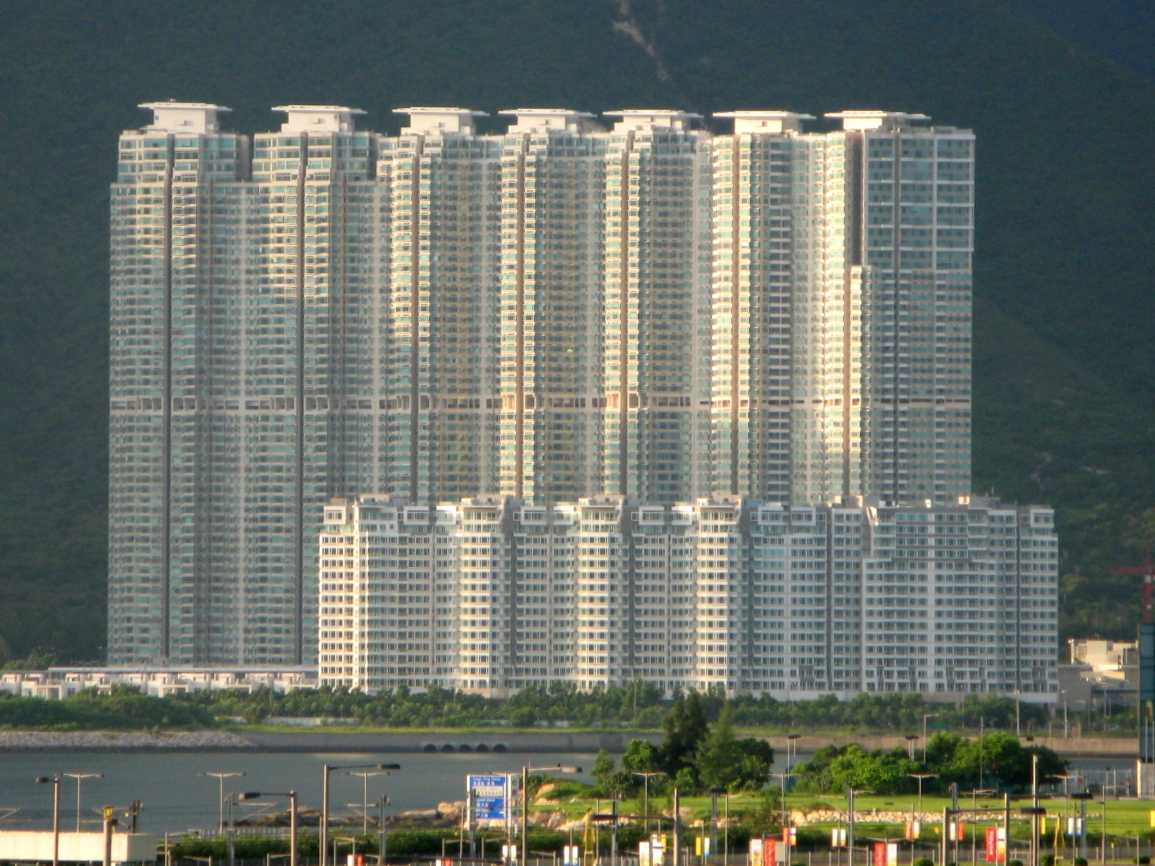
藍天海岸
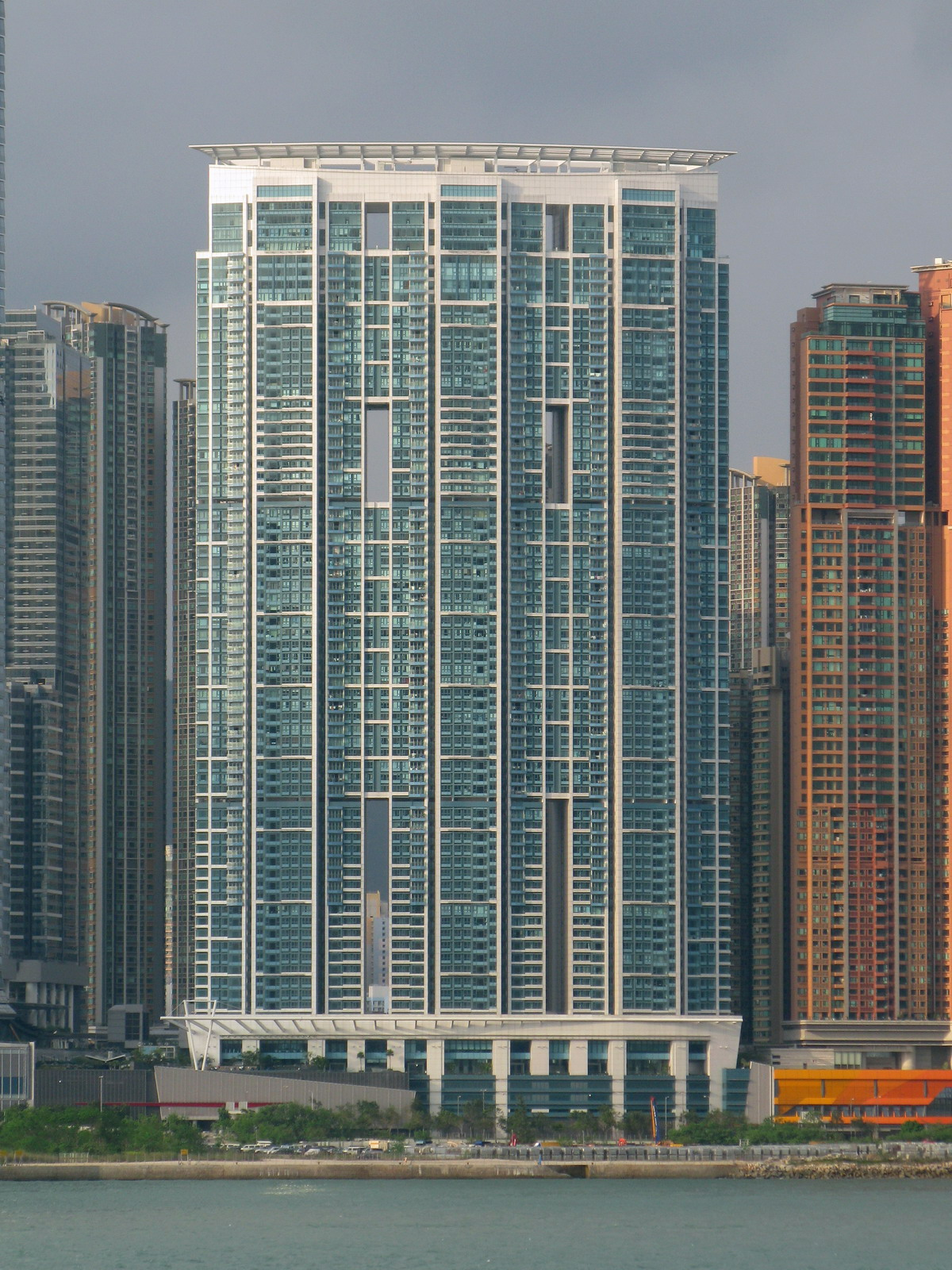
君臨天下
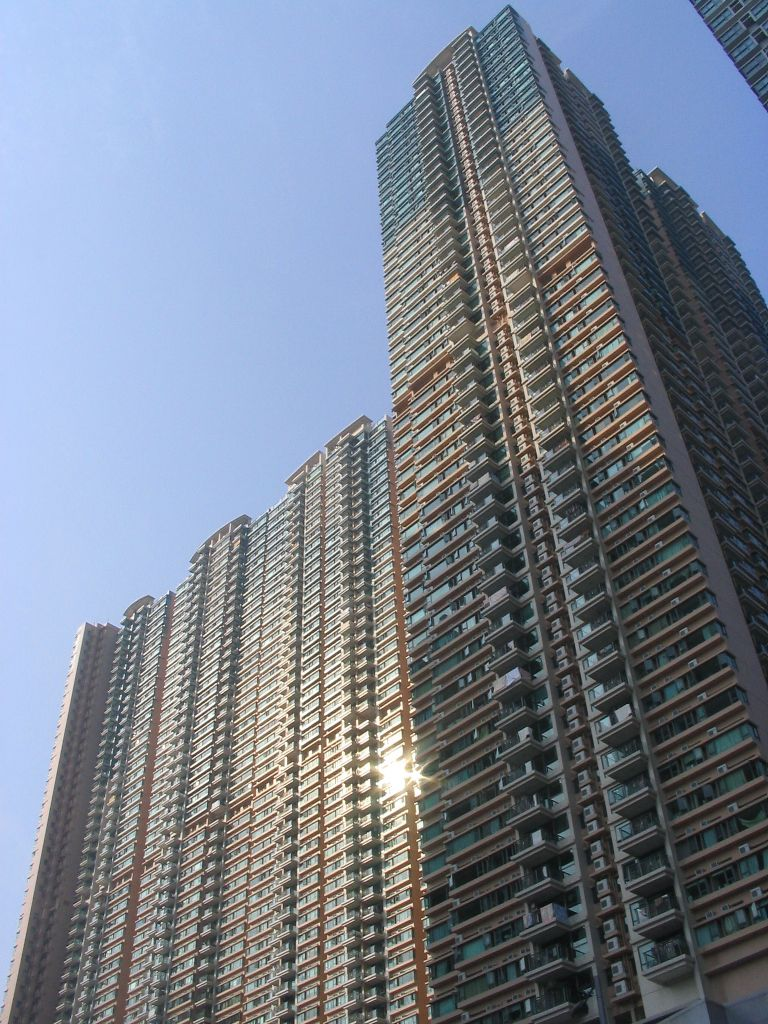
蔚藍灣畔
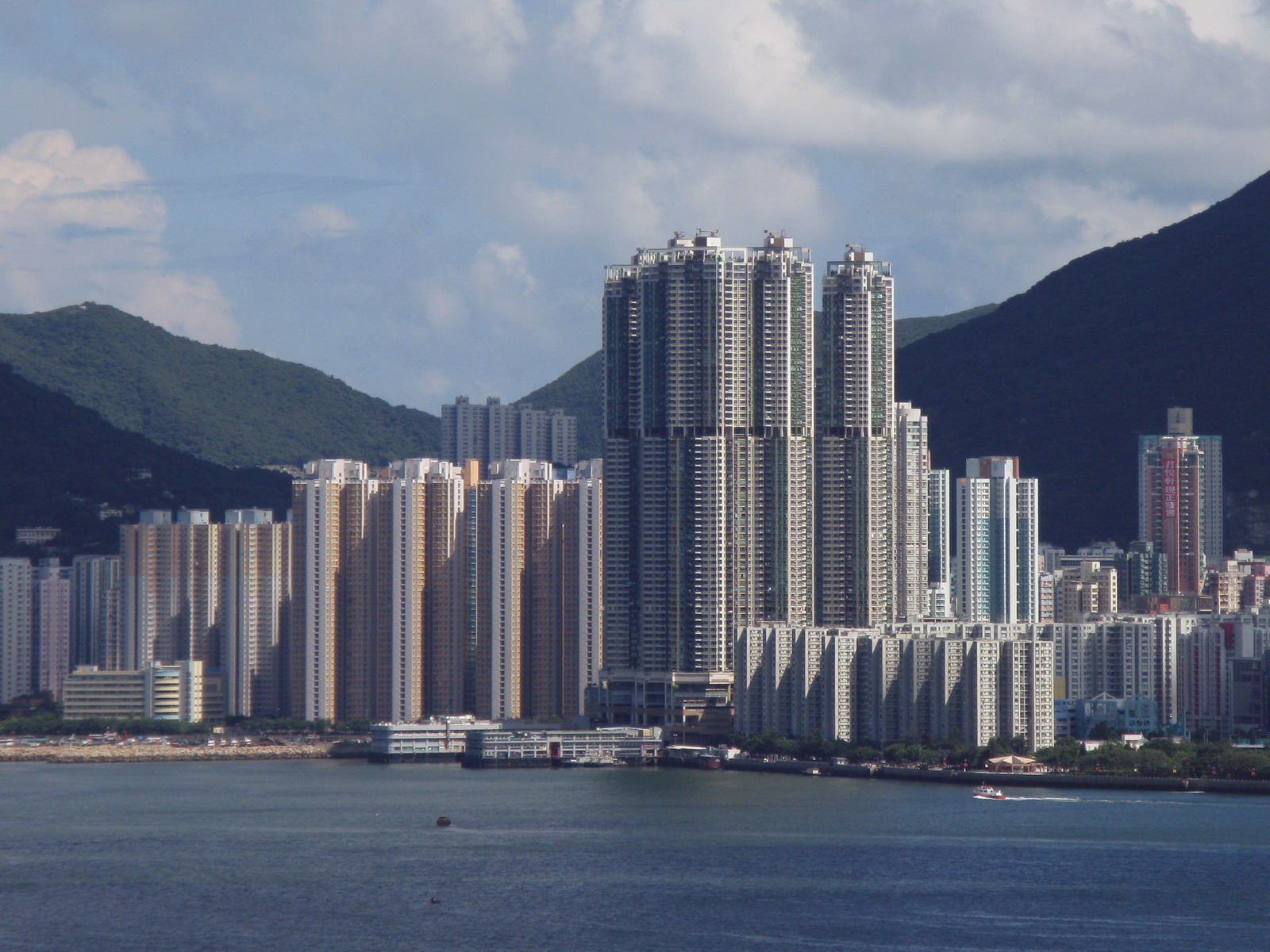
嘉亨灣（圖中最高大廈群）
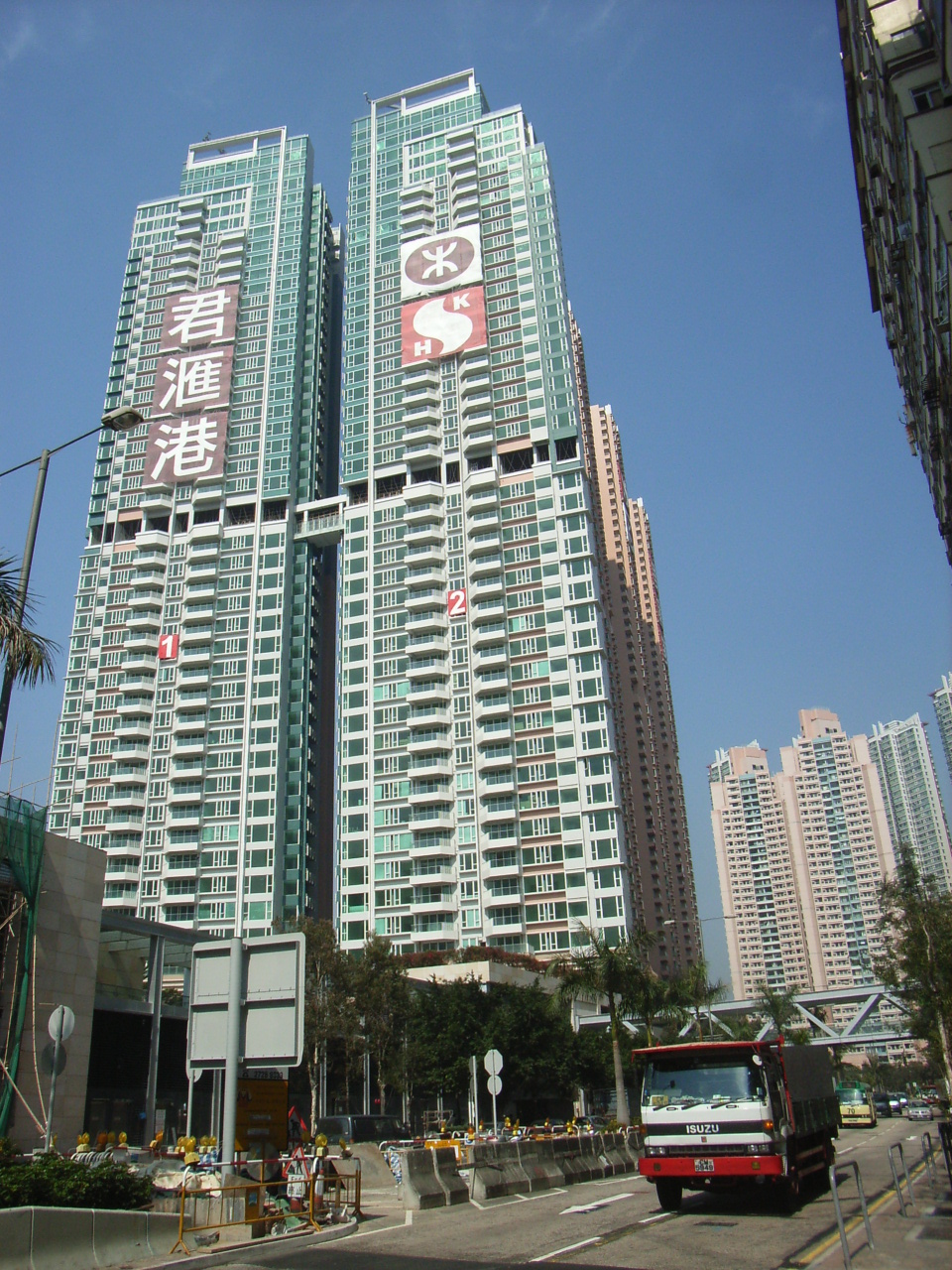
君匯港
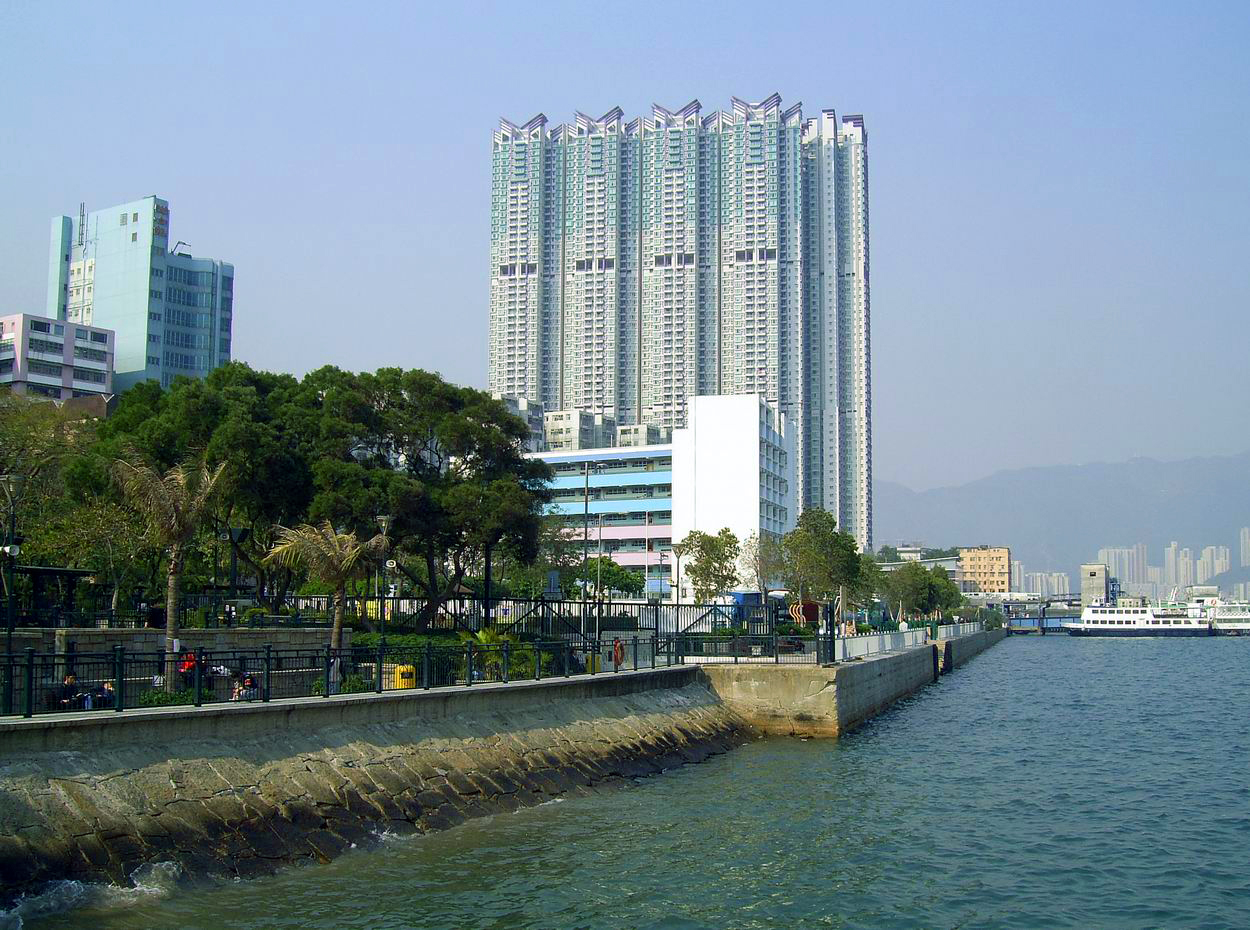
翔龍灣（圖中最高大廈群）
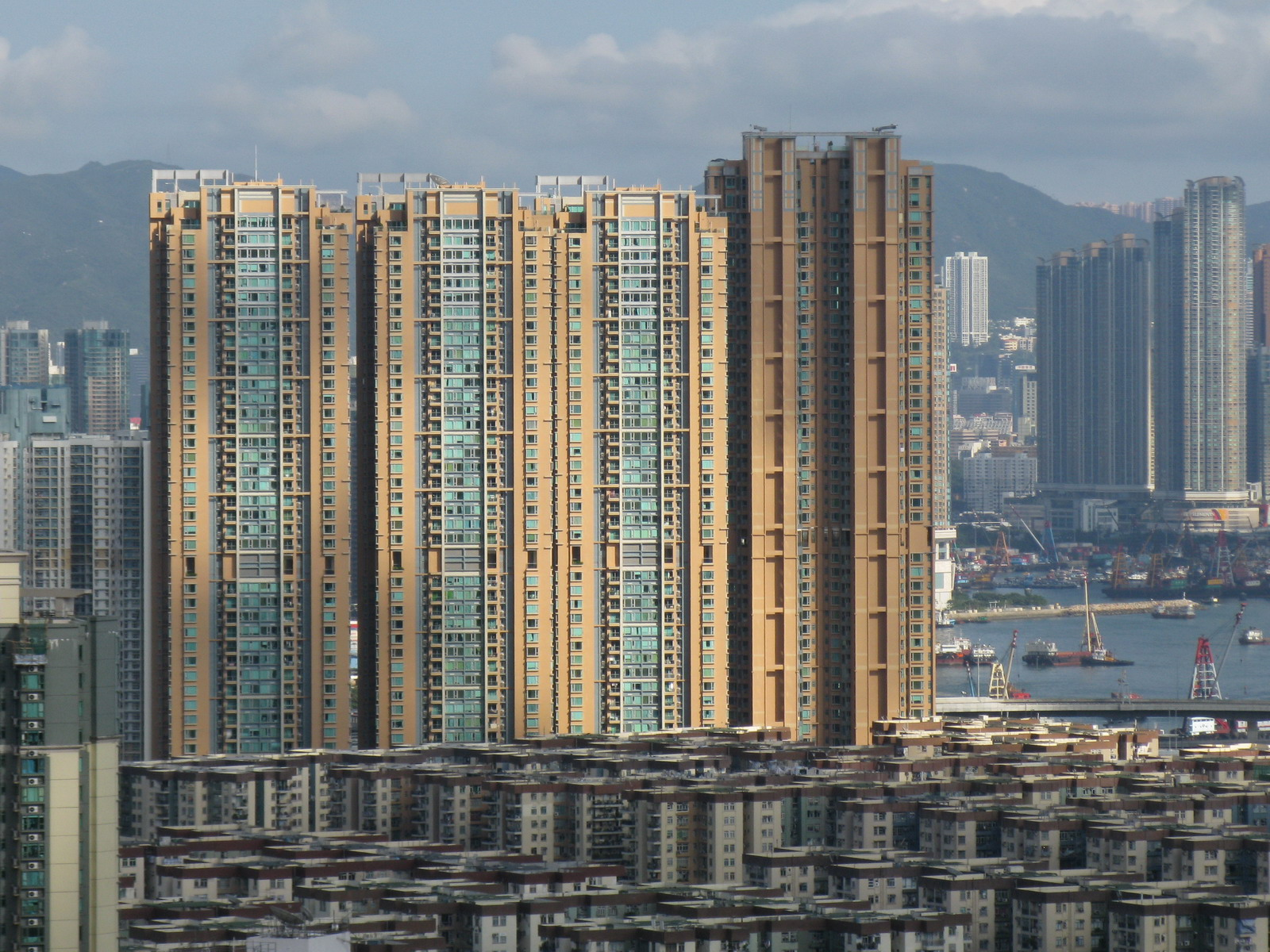
曼克頓山阻擋美孚新邨（圖下樓宇群）情況
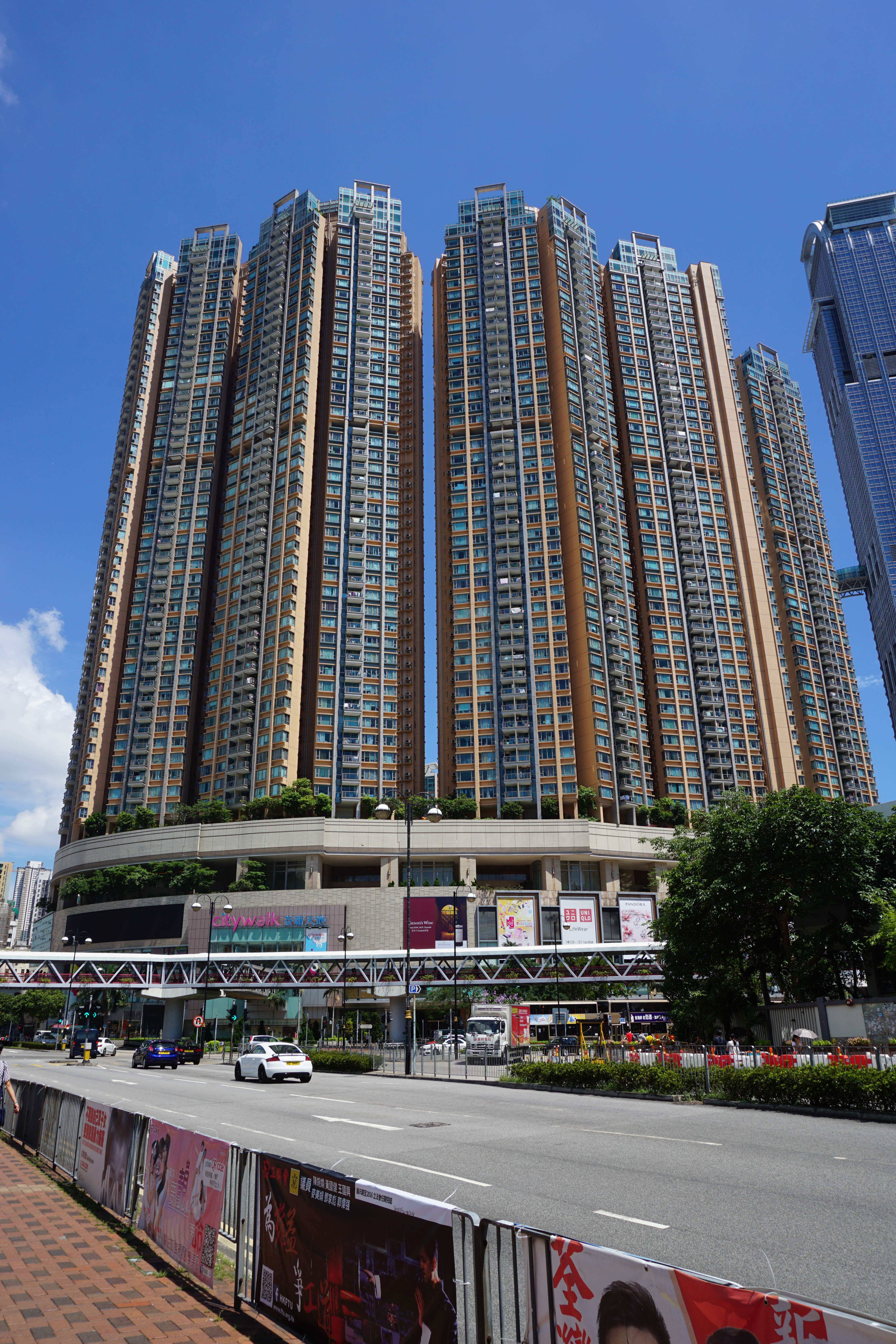
萬景峯
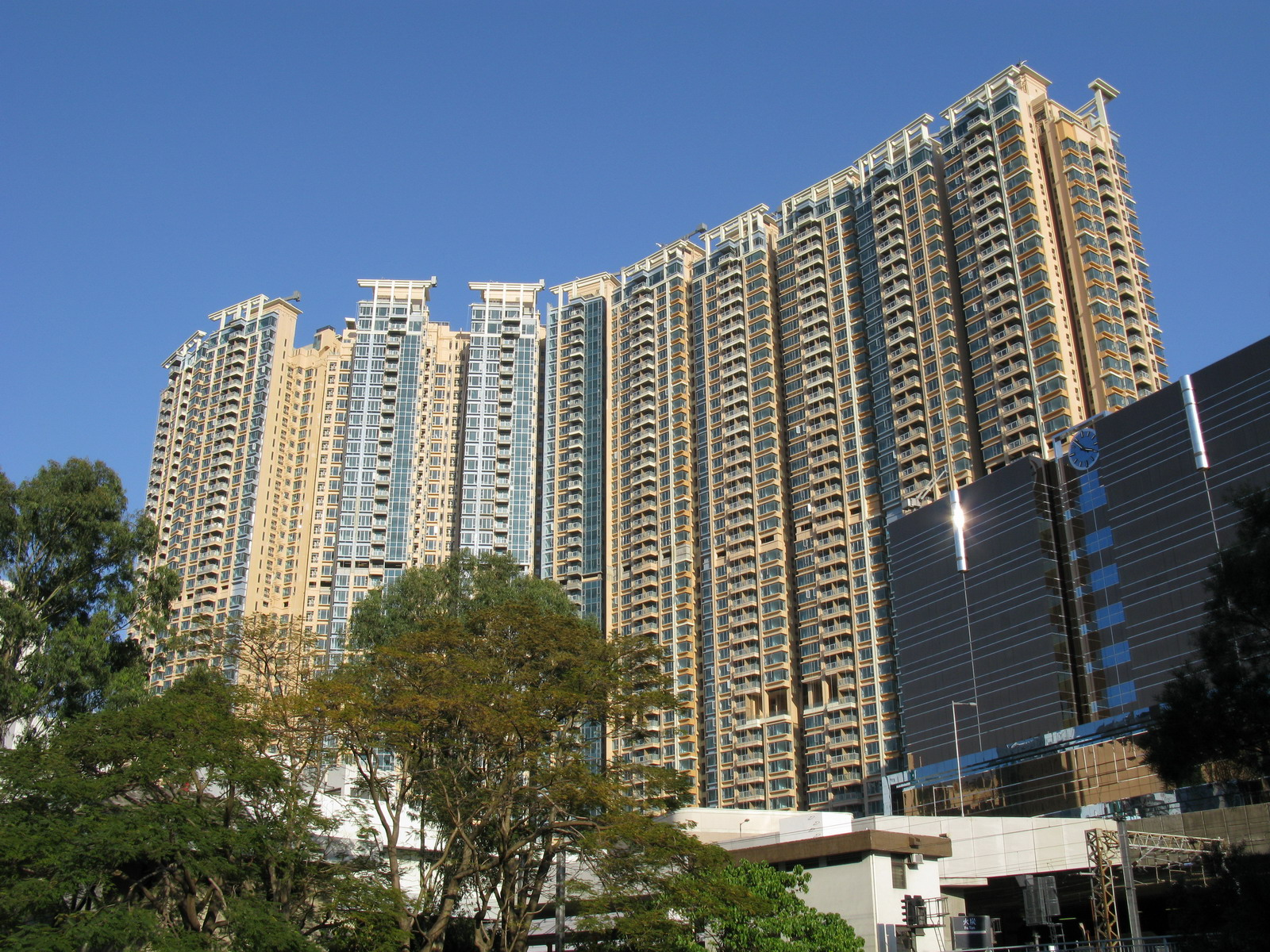
御龍山
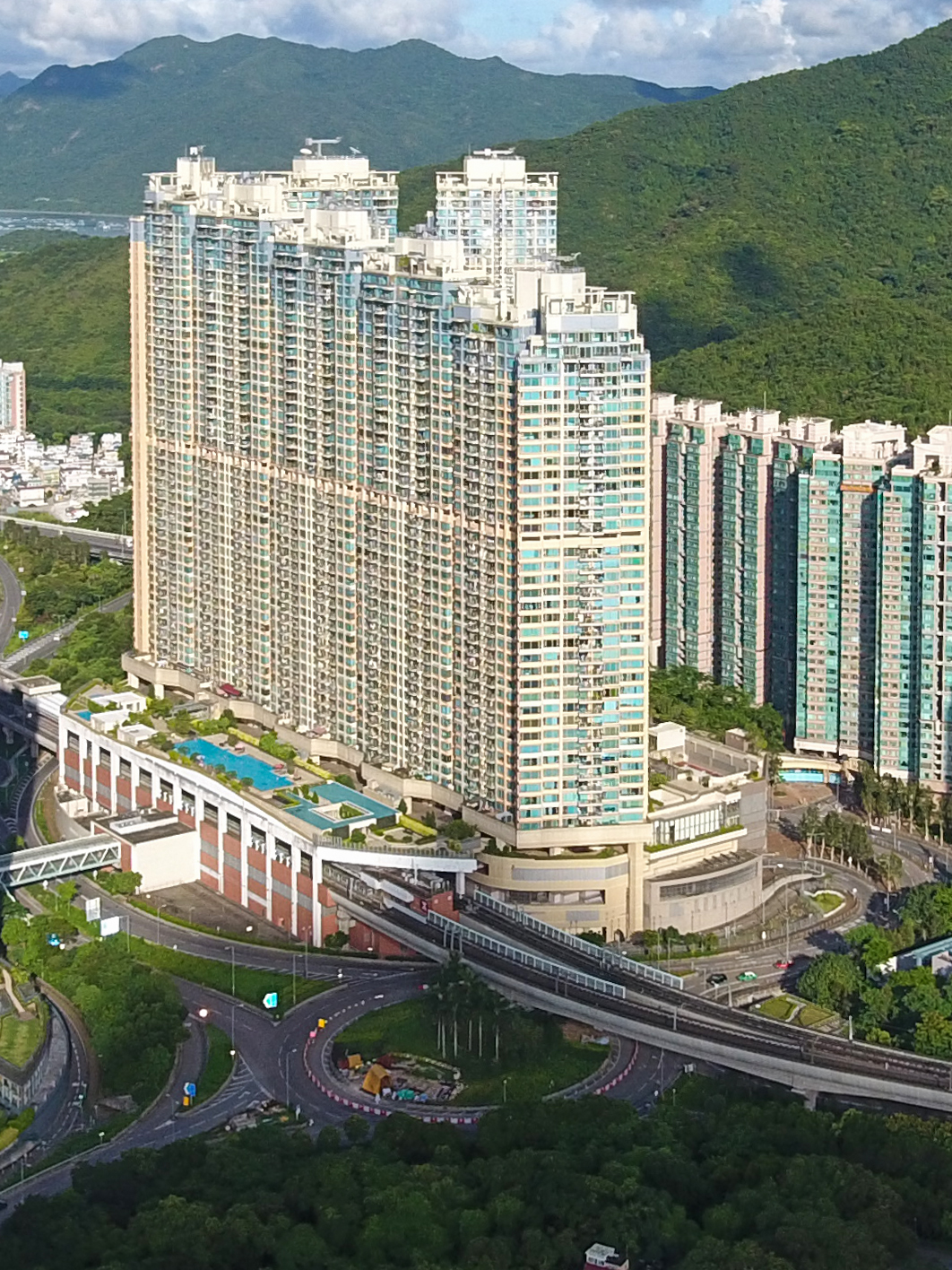
銀湖·天峰
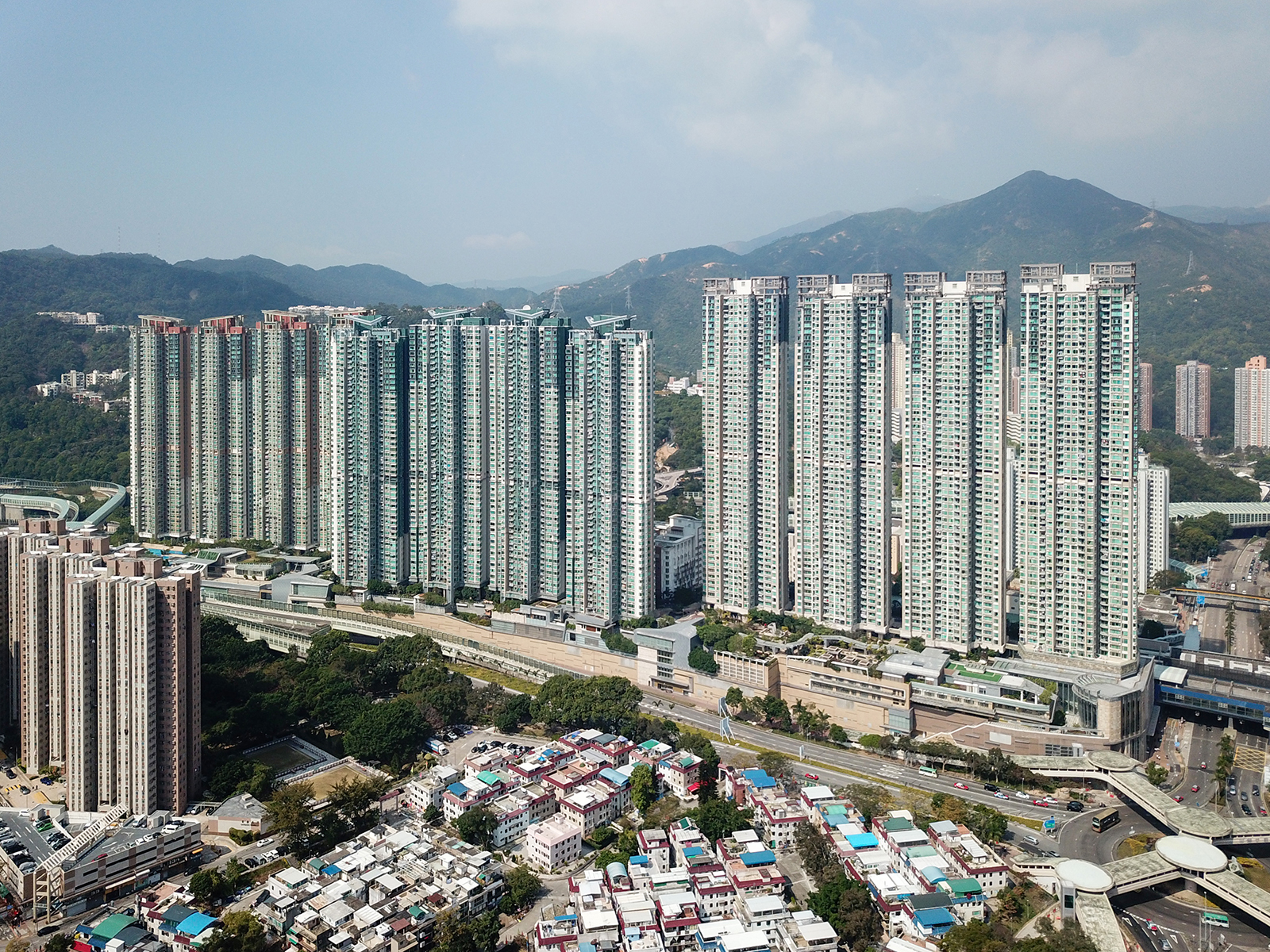
名城（圖中最高大廈群）
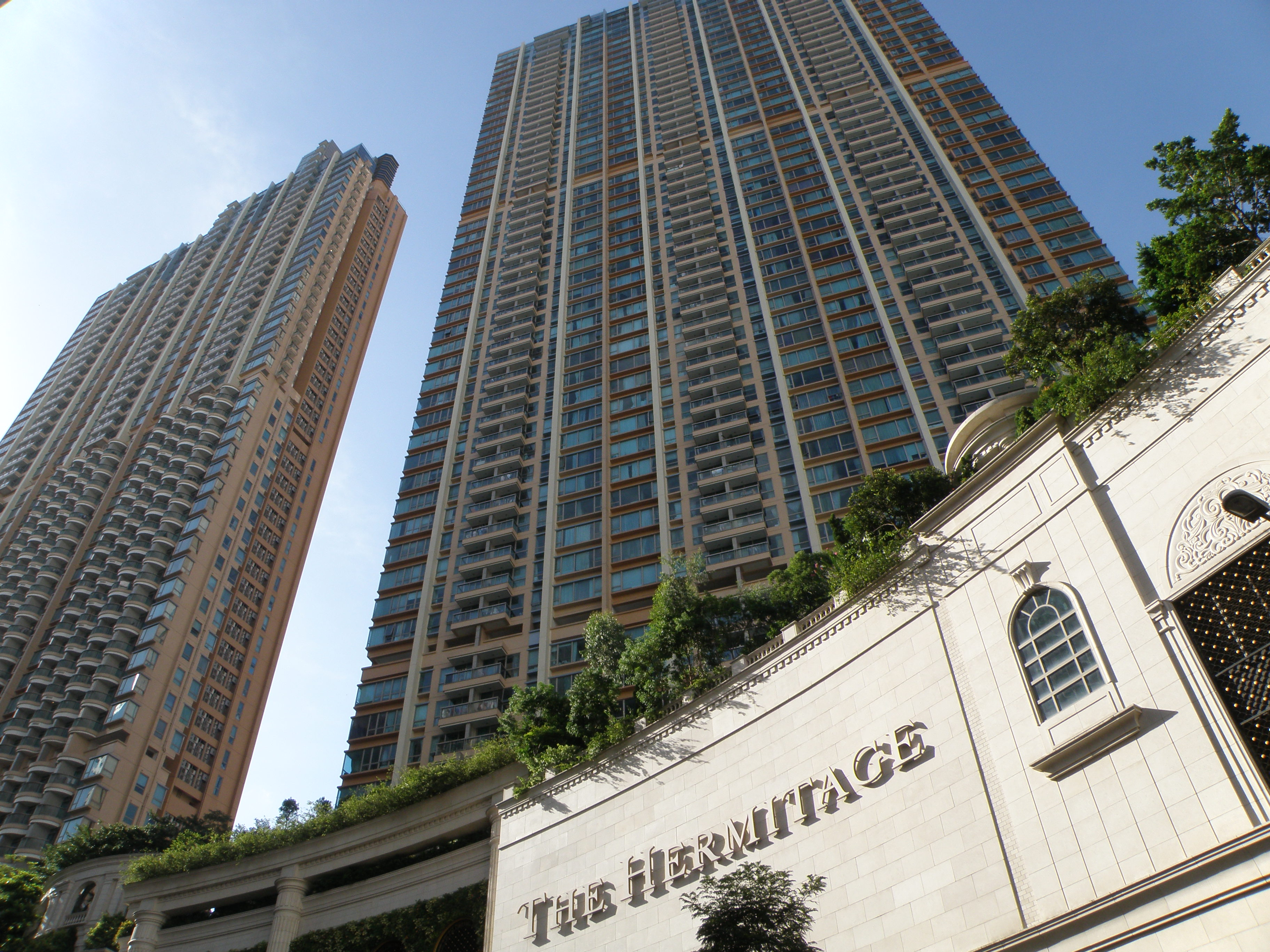
帝峯 · 皇殿
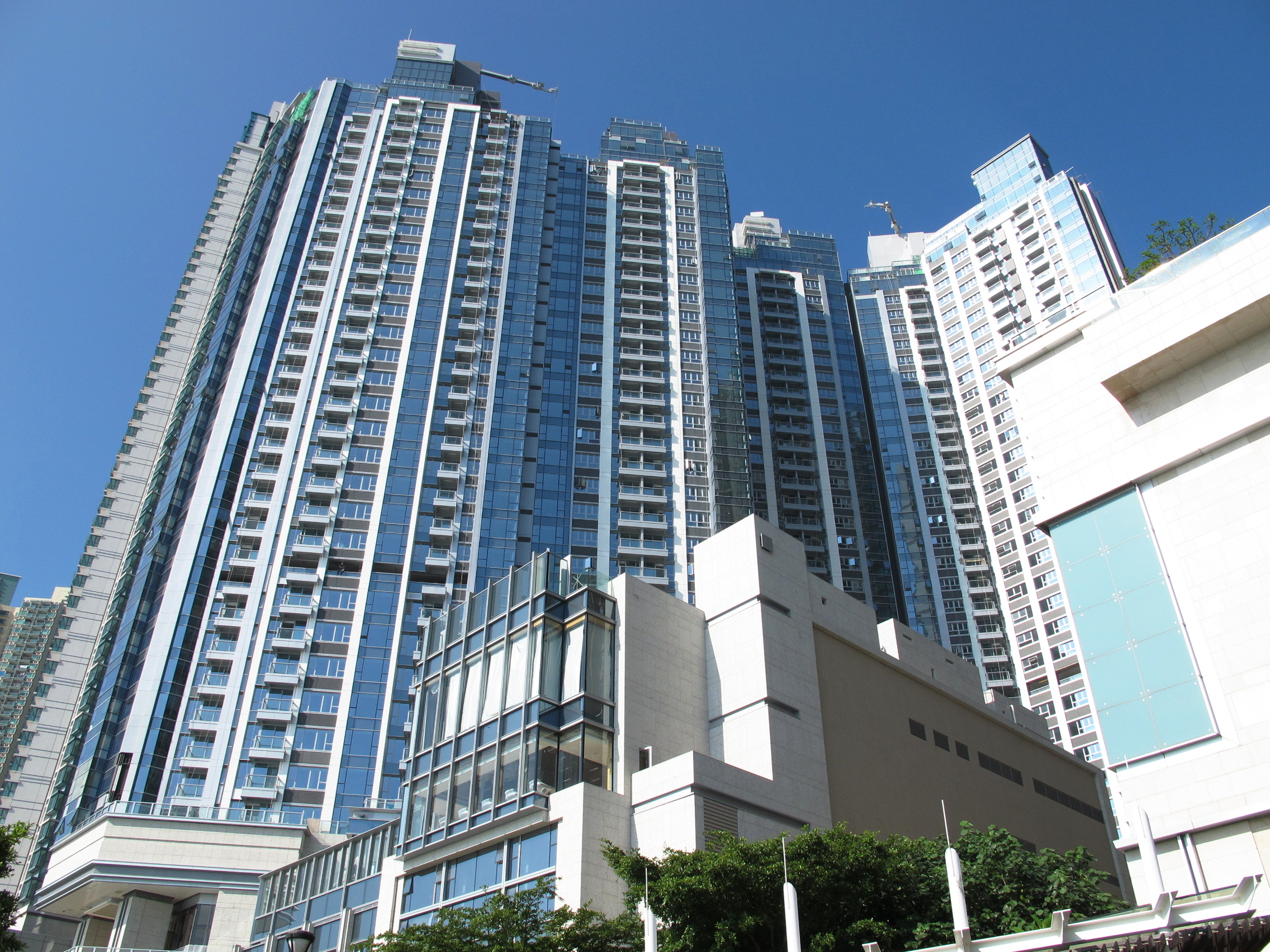
瓏璽
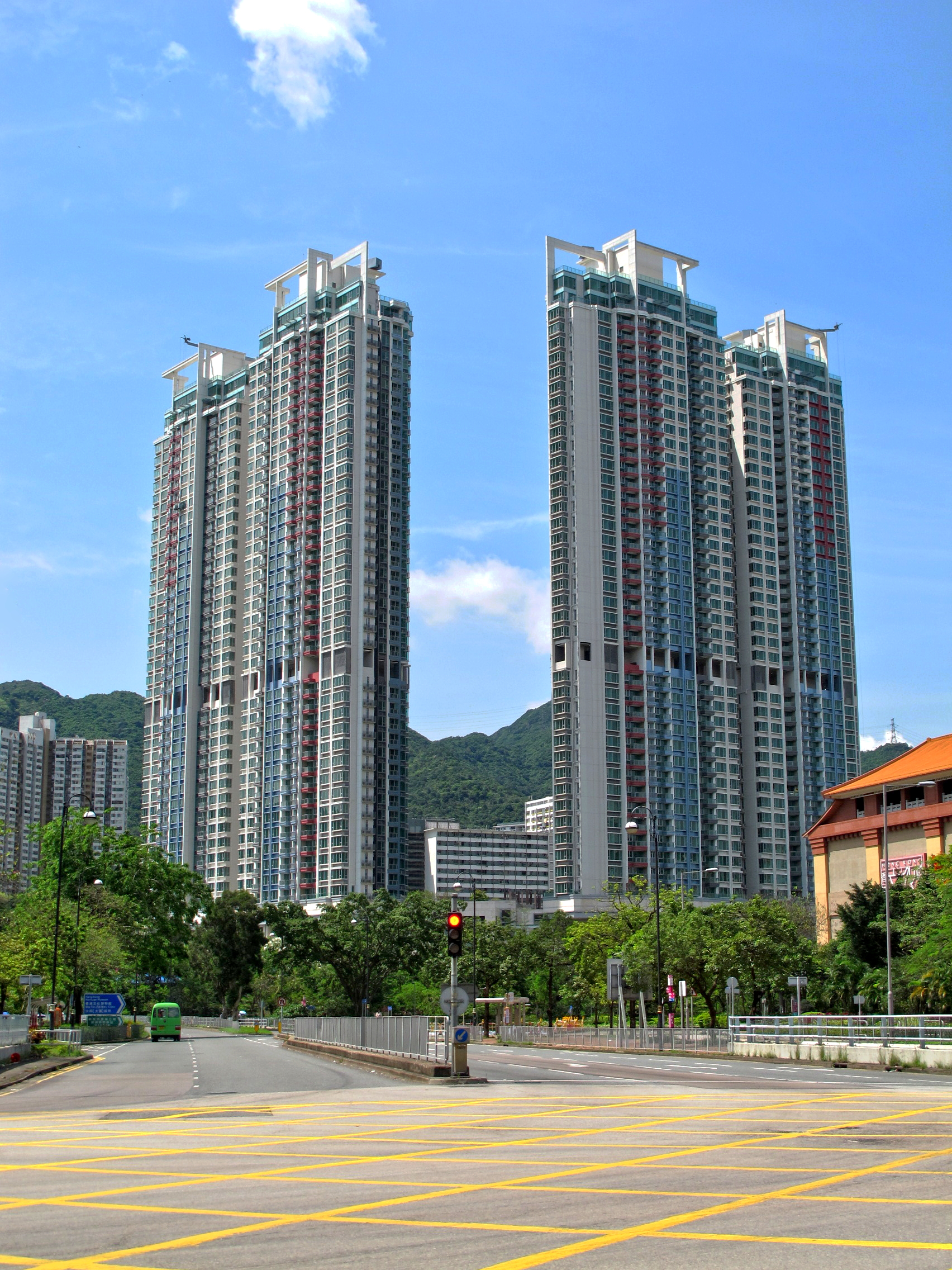
溱岸8號
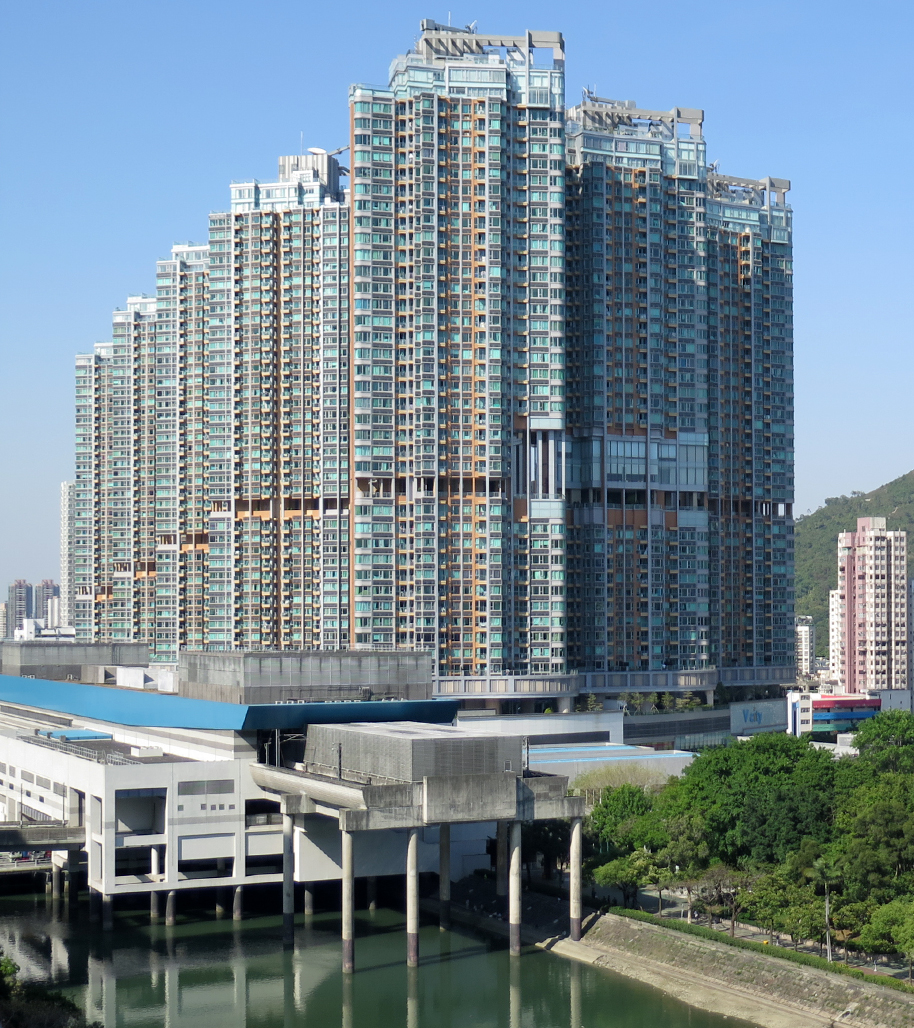
瓏門
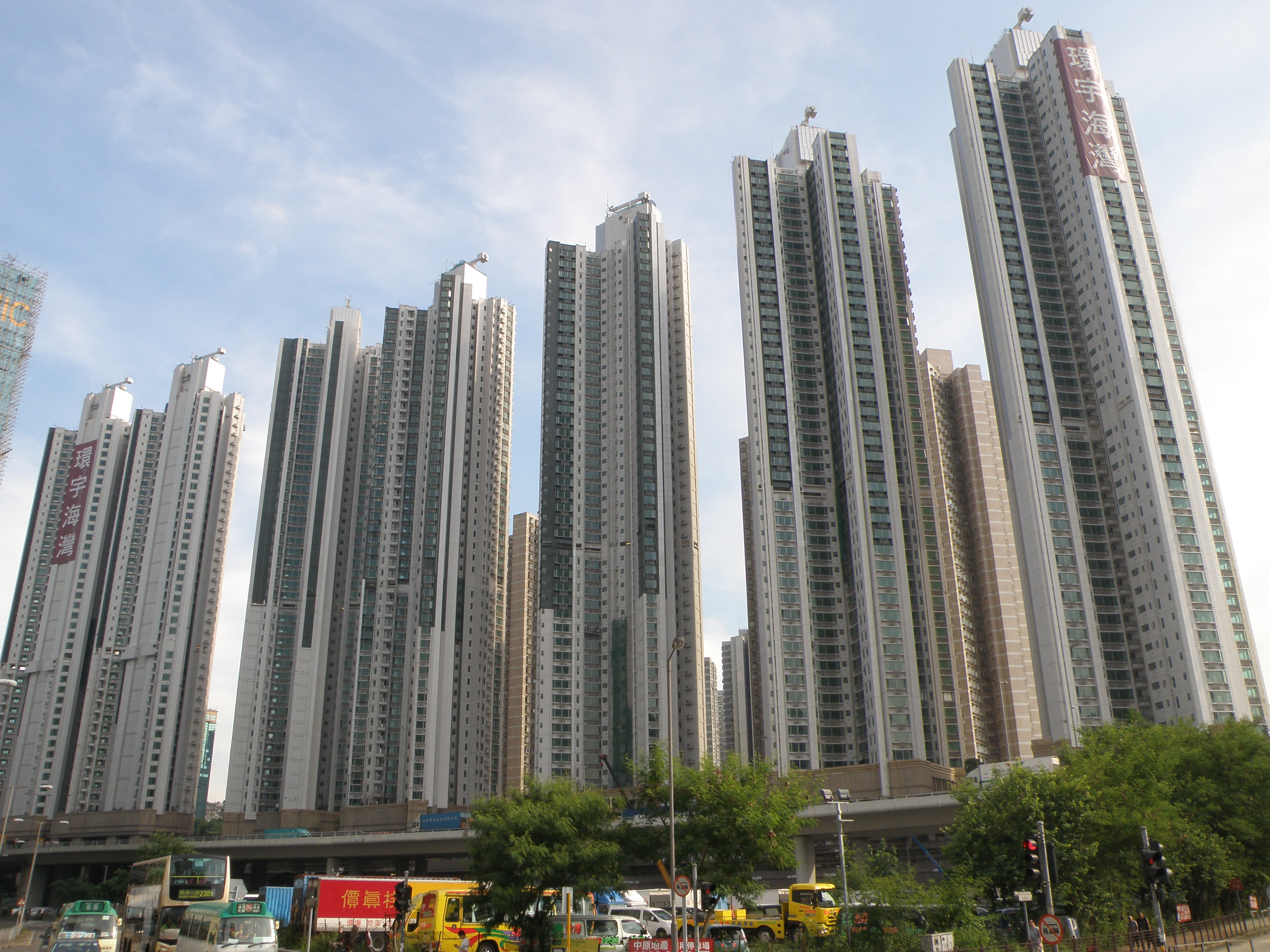
環宇海灣

### 建築中項目
- 柏傲莊
- 天榮站物業項目
- 元朗站上蓋項目：The YOHO Hub
- 黃竹坑站上蓋項目：港島南岸
- 日出康城第八至十三期
- 【【啟德跑道區】】

### 各方意見
香港建築師學會（節錄）：
- 應該抓緊機會，理性真誠及科學地檢討香港的長遠規劃理念。
- 必須改善相關的審批機制。目前屋宇署、地政署、規劃署、運輸署、建築署、環保署、康文署及路政署等各自提出一套其署方認可的方法，去處理發展申請。發展申請審批有需要具實質協調能效的「一站式」處理，發展申請批准後，各部門應以協助的態度去幫助正面落實已獲批准的發展項目，這才可減少不完善機制阻礙長遠可持續發展的指控。

公民黨（節錄）：
- 政府立即全面檢討目前各個大型面積發展計劃的發展設計和規模，尤其在市區重建局及政府全資擁有的鐵路公司車站上蓋等重建/發展計劃上起「帶頭作用」。
- 就所有已審批但還未興建的大型發展項目的設計作全面檢討，以便透過改善設計着手，如增加樓宇間的距離等。
- 訂定各區土地發展密度應是專業規劃的決定而非財務上的考量。
- 應全面檢討包括都會區及新市鎮的城市發展密度，避免出現屏風樓宇，尤其在城市通風位置上。
- 修訂現行法例，如《建築物條例》第十六條，或通過作業指引，訂定更客觀的守則。

民主黨（節錄）：
- 運輸署應設定高度限制及減低發展密度，避免過高及橫向型的樓宇，阻礙通風效能，以減低對居民的影響；亦要對興建「超高超大型建築及屏風式樓宇」有更合理和完善的設計和審批。
- 改革城市規劃委員會，加強透明度及委任民意代表加入城規會，改善現時由地產商和政府影響城規會的問題，及在決定規劃及土地運用時，更能反映市民的意見。
- 應考慮加強區議會、立法會在發展審批上的功能。
- 在未能完成有關制度的改善之前，政府應就公眾關注及沒有進行空氣流通評估的大型發展項目，進行城市設計和空氣流通評估。

### 相關研究
2007年，根據香港無線電視《新聞透視》節目委託香港科技大學的風洞實驗室所做的簡單實驗和分析，越近屏風樓自然通風越受影響，但以整區去計算風速平均值，難以看見明顯影響，該大學學者認為，量度屏風樓的實際影響有一定的困難。
自然光增加人們工作效率，減少人們壓力，學生的出勤率和成績更佳。屏風樓阻塞自然光，街道和住房單位變暗，光線不足對人的健康有負面影響。居住在圍牆建築物附近的人缺乏維生素D。居民會感覺到沮喪,
增加癌症的可能性[13]。另外，人們沒有足夠的情緒支持，可能有較高的體重指數。另一方面，屏風樓提高溫度和能源使用。

### 改善
對於香港大眾對城市面貌日益關注，市民對高層建築和高密度發展所帶來的影響有較深刻的感受。公眾最為關注的是發展項目的設計、布局、密集程度、通透程度和對外的連接，以及休憩用地不足等問題，愈來愈多市民要求當局採取行動，制止進行會產生「屏風效應」的發展項目。2003年，政府諮詢公眾後，在《香港規劃標準與準則》加入「城市設計指引」。指引內載有城市設計的主要考慮因素，有關的考慮因素包括樓宇一般的密集程度和布局、為免山脊線和海港景觀被遮擋而採用梯級式樓宇高度設計、提供通風廊、觀景廊、在路面提供建築線後移地帶等。在規劃新發展時，必須考慮到樓宇的設計和布局，以及對周邊環境可能帶來的影響，評估發展在景觀質素和空氣流通方面的影響。不過有關的規劃並不適用於鐵路上蓋發展項目，城規會亦只會從數據上去審視，引致屏風樓問題至今尚未解決。
2007年，香港牛頭角上邨第二、三期的重建計劃，採取了微氣候分析，兼顧日照採光和通風的需要。2008年11月，發展局與港鐵經過多年磋商後，決定降低西鐵綫南昌站及元朗站上蓋密度，雙雙減少兩幢大廈，令發展規模分別縮減一成八及一成五，提供兩至三道通風廊。不過，由於單位亦會因而減少逾兩成，當局承認難免造成地價損失。
同月21日，土木工程拓展署及規劃署公布屯門東十四幅地皮規劃最新建議，當中原定用作興建公屋、發展密度較其他地皮為高的一幅公屋用地，建議改劃為中、低密度私營住宅；另外會保留五幅土地作政府、機構及社區用途。區議員對發展計畫持不同意見，有區議員對新方案表示歡迎，認為不再起屏風樓，正面回應區議會訴求；但也有區議員認為該處應該興建居屋，供應區內居民。

### 成效失敗新屏風樓繼續出現
由於鐵路上蓋用地項目毋須經城規會審批，即使地皮規劃為綜合發展區，需經三星期收集的公眾意見。城規會最終亦會以綜合發展區容許較高的發展密度為理由，完全否決有關居民對屏風樓不滿的聲音。使有關項目最終能成功興建。
另一方面，特首梁振英提倡增加公屋及私樓發展密度及高度。財政司司長曾俊華於2012年8月初在網誌中表示，居民往往會擔心新建的大廈會否成為屏風樓、阻擋景觀、影響空氣流通等。不過由於香港山多平地少及土地資源珍貴的情況下，政府有時未必能完全顧及所有附近居民的訴求。為了可以持續地滿足不同階層市民的住屋需要，這些取捨是必要的，希望公眾可以體諒。
而近年香港市民對住屋需求殷切，要求在增加土地供應的情況下，預計香港將來會有更多屏風樓出現。

## 世界各地避免屏風樓的方法
上海在2003年通過《上海市城市規劃管制技術的規定》，規定高度超過60米的大廈，最大連續展開面闊度不能超過60米，又規定樓高8層以下的樓宇，連續展開面闊也不能超過80米。
新加坡在1990年代重建新加坡河畔時，沿河岸設置梯級式高度限制，以新加坡河為輻射中心，分為3區；河岸區樓高不可超過4層，緩衝區樓高不可超過10層，外圍區樓高不得超過35層。
美國紐約市的Building Code, Title 27, Sub-chapter 4，當中亦設有高度和街影投射的限制。

## 其他
屏風樓的出現，亦可能與地產商迷信風水有關。香港的玄學家蘇民峰曾在電視節目內指出：觀塘區的山勢本來是很差的，不過由於當地的公共房屋把原來難看的山勢阻擋了，使新填海區再看不到原來的山勢，反而只看到整齊的樓景。因此，從1990年代後期開始，當地的工業大廈開始漸漸轉型，改建為商業大廈，亦帶旺了當地的風水。